# Real Zaragoza 2001-2002
Questa voce raccoglie le informazioni riguardanti il Real Saragozza nelle competizioni ufficiali della stagione 2001-2002

## Stagione
In virtù della Coppa del Re conquistata nella stagione precedente, il Real Saragozza disputa la Supercoppa di Spagna contro il Real Madrid. La partita di andata, giocata in casa, termina 1-1. Al ritorno, allo Stadio Santiago Bernabéu, i madrileni si aggiudicano il trofeo, vincendo 3-0 con una tripletta di Raúl González Blanco.
Il Real Saragozza conclude il campionato in ultima posizione, con 37 punti, retrocedendo in Segunda División. Durante il corso della stagione, sulla panchina aragonese, si susseguono tre allenatori: José Francisco Rojo (esonerato alla ventunesima giornata), Luís Costa (esonerato alla trentunesima giornata) e Marcos Alonso Peña, che lascerà il club a fine stagione.
In Coppa del Re, i campioni in carica escono contro il CD Logroñés al primo turno, ai tiri di rigore.

## Rosa
| N. |                     | Ruolo | Calciatore           |
| -- | ------------------- | ----- | -------------------- |
| 1  | Spagna (bandiera)   | P     | Juan Miguel García   |
| 2  | Perù (bandiera)     | D     | César Rebosio        |
| 3  | Brasile (bandiera)  | A     | Jamelli              |
| 4  | Spagna (bandiera)   | D     | Luis Carlos Cuartero |
| 5  | Germania (bandiera) | D     | Slobodan Komljenović |
| 6  | Spagna (bandiera)   | D     | Xavier Aguado        |
| 7  | Spagna (bandiera)   | A     | Juanele              |
| 8  | Spagna (bandiera)   | C     | Santiago Aragón      |
| 9  | Spagna (bandiera)   | A     | Yordi                |
| 10 | Spagna (bandiera)   | C     | Ander Garitano       |
| 11 | Spagna (bandiera)   | C     | Martín Vellisca      |
| 12 | Croazia (bandiera)  | A     | Mate Bilić           |
| 13 | Spagna (bandiera)   | P     | César Láinez         |
| 14 | Spagna (bandiera)   | C     | José Ignacio Sáenz   |

| N. |                                | Ruolo | Calciatore            |
| -- | ------------------------------ | ----- | --------------------- |
| 15 | Portogallo (bandiera)          | C     | Carlos Chaínho        |
| 16 | Spagna (bandiera)              | D     | Pablo Díaz            |
| 17 | Spagna (bandiera)              | C     | Corona                |
| 18 | Spagna (bandiera)              | D     | Jordi Ferrón          |
| 19 | Spagna (bandiera)              | C     | Marcos Vales          |
| 20 | Argentina (bandiera)           | C     | Roberto Miguel Acuña  |
| 21 | Serbia e Montenegro (bandiera) | A     | Savo Milošević        |
| 22 | Svezia (bandiera)              | D     | Gary Sundgren         |
| 23 | Spagna (bandiera)              | D     | Francisco Jémez       |
| 24 | Argentina (bandiera)           | A     | Luciano Galletti      |
| 25 | Brasile (bandiera)             | D     | Esquerdinha           |
| 26 | Spagna (bandiera)              | D     | César Jiménez Jiménez |
| 29 | Spagna (bandiera)              | C     | Cani                  |
| 30 | Spagna (bandiera)              | P     | Rubén Falcón          |